# Annie Lööfová
Annie Marie Therése Lööfová (Lööf, rozená Johannson, * 16. července 1983 Maramö) je švédská politička za Stranu středu, od září 2011 do září 2022 jako její předsedkyně. V letech 2011 až 2014 byla ministryní hospodářství ve vládě Fredrika Reinfeldta.
Vyrůstala v rodném Smålandu a už jako studentka se stala členkou Strany středu. V roce 2006 byla poprvé zvolena do švédského parlamentu, kde byla v té době nejmladším členem. V srpnu 2011 dokončila studium práva na Lundské univerzitě.
Je vdaná a má dvě dcery.